# Осовце
Осовце (пол. Osowce) — село в Польщі, у гміні Крамськ Конінського повіту Великопольського воєводства.
Населення — 210 осіб (2011).
У 1975—1998 роках село належало до Конінського воєводства.

## Демографія
Демографічна структура станом на 31 березня 2011 року:
|          | Загалом | Допрацездатний вік | Працездатний вік | Постпрацездатний вік |
| -------- | ------- | ------------------ | ---------------- | -------------------- |
| Чоловіки | 102     | 22                 | 68               | 12                   |
| Жінки    | 108     | 22                 | 61               | 25                   |
| Разом    | 210     | 44                 | 129              | 37                   |